# Huurunlampi-Sammakkolampi - Huurunrinne
Huurunlampi-Sammakkolampi - Huurunrinne este o arie protejată (arie specială de conservare — SAC, sit de importanță comunitară — SCI) din Finlanda întinsă pe o suprafață de 258 ha, integral pe uscat.

## Localizare
Centrul sitului Huurunlampi-Sammakkolampi - Huurunrinne este situat la coordonatele 63°02′09″N 29°50′51″E / 63.0358°N 29.8475°E.

## Înființare
Situl Huurunlampi-Sammakkolampi - Huurunrinne a fost declarat sit de importanță comunitară în august 1998 pentru a proteja 3 specii de plante și 1 specie de animale. Situl a fost protejat și ca arie specială de conservare în aprilie 2015.

## Biodiversitate
Situată în ecoregiunea boreală, aria protejată conține 11 habitate naturale: Mlaștini împădurite, Lacuri și iazuri distrofice naturale, Cursuri de apă de la nivel de câmpie la nivel montan, cu vegetație Ranunculion fluitantis și Callitricho-Batrachion, Pajiști fino-scandinave uscate până la mezice, bogate în specii de altitudine mică, Mlaștini turboase de tranziție și turbării mișcătoare, Izvoare fino-scandinave și mlaștini produse de izvoare bogate în minerale, Izvoare petrifiante cu formare de travertin (Cratoneurion), Mlaștini alcaline, Pante stâncoase silicioase cu vegetație casmofită, Taiga vestică, Păduri fino-scandinave bogate în ierburi cu Picea abies.
La baza desemnării sitului se află mai multe specii protejate:
- plante (3): Diplazium sibiricum, Hamatocaulis vernicosus, Plagiomnium drummondii
- amfibieni (1): triton cu creastă (Triturus cristatus)

Pe lângă speciile protejate, pe teritoriul sitului au mai fost identificate 5 specii de plante, 1 specie de păsări, 1 specie de nevertebrate, 1 specie de pești.